# Cencio Vendetta
Vincenzo Giovanni Battista Vendetta, detto Cencio (Velletri, 30 dicembre 1825 – Velletri, 29 ottobre 1859), è stato un brigante italiano.
La sua figura è ricordata nella zona dei Castelli romani e soprattutto a Velletri, dove è entrata nel folclore locale per il furto dell'immagine sacra della Madonna delle Grazie, protettrice della città.

## La giovinezza
La tradizione vuole che la sua carriera di fuorilegge abbia avuto inizio molto presto: a 10 anni accoltellò in strada una donna con la quale aveva avuto un banale diverbio per una questione di precedenza nel prendere l'acqua alla fontana di piazza del Trivio (l'odierna Piazza Cairoli).
In una relazione processuale, Cencio venne definito un giovane «audace, intraprendente per natura, abile nel maneggio delle armi, specialmente dello stilo, e deciso ad usarle». La sua determinazione, il suo coraggio, l'abilità dimostrata in tante pericolose occasioni, incutevano timore e rispetto nella gente del popolo.
In pochi anni Cencio compì una serie di furti e rapine nelle zone di Velletri, Genzano e Cisterna. Questi e altri delitti gli fruttarono complessivamente condanne a 65 anni di carcere, una condanna all'ergastolo e una a cinque anni di lavoro forzato.

## Gli ultimi anni
Cencio visse gli ultimi anni della sua contumacia con l'aiuto e il sostegno incondizionato del padre, Giuseppe, della cognata Teresa, vedova del fratello Agostino, condannato a morte in galera, e della sorella di Teresa, Natalina, diventate entrambe sue amanti e complici. Insieme ad esse, travestito da donna, Cencio si avventurava spesso in città e nelle campagne per rivedere amici e parenti o per convincere con la sola sua presenza chiunque non si fosse mostrato pronto ad assecondarlo. L'ultimo e più grave delitto fu commesso da Cencio la sera del 28 agosto 1857 a Velletri, in Via del Comune, sotto palazzo Graziosi (oggi Palazzo Maggiorelli), uccidendo con una pugnalata al ventre il maresciallo Antonio Generali, della Gendarmeria Pontificia, già Carabinieri Pontifici, che l'aveva riconosciuto.
Cencio tornò poi ripetutamente in città, dove, come avrebbero accertato i giudici inquirenti, aveva «forti protettori pronti a favorirlo» e dove godeva della protezione di «persone ragguardevoli». Queste circostanze e il desiderio di liberare il fratello Antonio, in carcere a Velletri per «grandissimi delitti» e in attesa di giudizio, lo indussero a preparare e a portare a termine il colpo più audace ed eccezionale della sua vita.

## L'impresa
Il furto dell'immagine della Madonna delle Grazie avvenne la notte del 1º aprile 1858, di Giovedì santo, in circostanze rimaste misteriose. In cambio della restituzione della Madonna, Cencio chiese al Governo di Pio IX la grazia per sé e per il fratello Antonio, più una pensione di cento scudi al mese per aprire un banco al mercato. Le trattative per la restituzione della sacra immagine iniziarono subito dopo il furto. Fu il delegato apostolico monsignor Luigi Giordani a trattare con il brigante. La notizia del furto arrivò fino al pontefice che disse che avrebbe concesso la grazia solo dopo la restituzione della Madonna. Il brigante si irrigidì e solo dopo una sommossa popolare consegnò al vescovo suffraganeo Vitali la Madonna, cinque giorni dopo il furto.

## L'arresto
Cencio Vendetta fu arrestato il 6 aprile 1858, sotto il portone del palazzo dei Conservatori in Piazza del Comune (l'odierna Piazza Cesare Ottaviano Augusto) dopo che la sacra immagine era stata trionfalmente riportata da Porta romana, dove abitavano i Vendetta, fino a San Clemente. Con lui, i gendarmi trassero in arresto anche il padre di Cencio e le sue amanti Natalina e Teresa.
Il 31 luglio i medici delle Carceri nuove di Roma accertarono che quest'ultima era in attesa di un figlio.

## Il processo
L'inchiesta che precedette il processo non riuscì ad accertare come andarono veramente le cose. Cencio negò sempre di essere l'autore del furto, sostenendo di aver recuperato la Madonna sottraendola a tre ladri rimasti sconosciuti. Le prove raccolte a suo carico segnarono però la sua condanna. Penetrare nella cappella della Madonna ed asportarne la tavola sulla quale è dipinta l'immagine e il tesoro era un'impresa ritenuta quasi impossibile, e certamente Cencio Vendetta dovette servirsi di complici in quanto non avrebbe mai potuto compierla da solo. Durante il processo, qualcuno disse di aver notato Teresa e Natalina mentre per via Metabo trasportavano la refurtiva: una, la tavola nascosta da un telo, l'altra, il tesoro in una cesta.
Anche i due canonici della Cattedrale aiutarono Cencio, uno di questi fu per questo allontanato e rinchiuso in un convento.  Il furto dell'immagine della Madonna delle Grazie e le vicende ad esso connesse ebbero risonanza nazionale. Il 27 aprile un giornale di Torino, l’Indipendente, riportava un ampio e dettagliato resoconto dei fatti avvenuti tre settimane prima a Velletri.
Il processo a carico di Vincenzo Vendetta che, per la sua eccezionale gravità, dovette essere celebrato dinanzi al Tribunale criminale di Roma, iniziò il 6 maggio, esattamente un mese dopo l'arresto, e si concluse il 25 agosto con la condanna dell'imputato alla pena capitale, da eseguirsi mediante decapitazione. Il ricorso immediatamente presentato dalla difesa venne respinto il 27 novembre. L'appello alla Sacra Consulta il 22 luglio confermò la condanna di primo grado. Venne tentato anche il ricorso al sommo pontefice ma questi rifiutò la grazia.
La sentenza venne eseguita a Velletri, in Piazza del Trivio, alle 7 del mattino del 29 ottobre 1859, per mano del famigerato boia Mastro Titta. Vendetta aveva rifiutato in carcere i conforti religiosi dei confratelli della buona morte che accettò solo qualche minuto prima della sua esecuzione.